# Tropique de la violence
Tropique de la violence (Tròpic de la violència) és una novel·la de l'escriptora mauriciana Nathacha Appanah publicada a França per l'editorial Gallimard. Ha estat publicada a Espanya el 22 de Gener de 2020 per l'Editorial Deconatus i traduït per Mercedes Corral.
El protagonista de la novel·la és Moïse, un menor estranger no acompanyat a l'illa de Mayotte. A través d'aquest personatge i la narració coral de Stéphane (un voluntari d'una ONG), Olivier (un policia), Marie (la mare adoptiva de Moïse) i Bruce (l'antagonista) es mostra la realitat de la vida a la comuna Kaweni, al municipi de Mamoudzou, Mayotte. La tensió de la narració és sostinguda pel fet que hi ha una narració dels fets no lineal, és a dir, no està en ordre cronològic. Mayotte té l'aparença d'una illa paradisíaca, però és un departament francès molt pobre, on milers de migrants irregulars d'altres illes Comores que no pertanyen a França arriben amb l'esperança d'aconseguir documentació francesa.
La mare biològica de Moïse arriba doncs, en un kwassa-kwassa (un tipus de canoa típic de les illes Comores) i l'abandona a l'hospital perquè té heterocromia. Ell és adoptat per Marie, una infermera francesa -nascuda a França- que el cuida fins a la seva mort: Moïse té quinze anys. Des d'aquell moment, Moïse entra dins la banda criminal de Bruce al gueto de Kaweni, conegut com a Gaza. La seva vida pren un gir radical cap a la criminalitat i afronta el seu destí fins a la seva mort.

## Base històrica
Mayotte és una regió d'ultramar francesa des del març de 2011, gràcies al referèndum del 29 de març de 2009. Tot i això, és una illa a l'extrem nort del canal de Moçambic, a l'arxipèlag de les illes Comores i, per tant, les illes Comores segueixen reclamant-lo com a territori nacional. L'immigració és un aspecte cabal a la vida de Mayotte, al cens de 2002, 28,1% dels habitants de Mayotte provenen de les illes Comores, això és degut al fet que hi ha una gran diferència entre les condicions de vida de Mayotte i la resta d'illes de l'arxipèlag, gràcies als diners arribats de França.
Conseqüentment, això atrau molt a la migració de les illes i països veïns, que arriben a bord d'unes embarcacions anomenades kwassa-kwassa i són acusats de tots els mals que gangrenen l'illa: atracaments, robaments, violacions, disturbis, ganivetades, complots polítics. Degut a la quantitat massiva de gent que arriba d'aquesta manera, s’instal·len permanentment en infrahabitatges, a l'espera que els donin un permís de residència. Tot i que hi va haver 17000 deportacions només al 2017, l'estat francés no té dret a deportar els menors: arriben famílies senceres i només es queden els menors sols.

A més a més l'illa té la taxa de fertilitat més alta de França, amb 7000 naixements anuals, el 75% dels quals provenen de la immigració irregular. Addicionalment, el 2012 un informe del Defensor dels drets es mostrava preocupat per la situació de “3000 menors no acompanyats”. L'autora explicava en una entrevista:
“els menors no acompanyats són els nens de menys de divuit anys, que són abandonats i deambulen per l'illa. Quan són petits, funciona així: tenen un tiet, una tieta, un cosí per oferir-los allotjament i alguna cosa per menjar. Però quan arriben a l'adolescència, dotze o tretze anys, perden el control, estan al carrer, deixen l'escola, la majoria no tenen papers.” 
Els adolescents s’organitzen en bandes, roben, agredeixen i es droguen amb chimique (una barreja de tabac, marihuana i crack) i els infants també fan robatoris, tot i que menys violents. Els diaris locals revelen que són sovint els joves qui han comès els actes més horribles.

## Resum de l'Argument
La mare de Moïse arriba a les platges de Mayotte en kwassa-kwassa i l'abandona a l'hospital perquè té un ull marró i un ull verd (heterocromia). Mayotte és una illa de supersticions i aquest ull verd significa que Moïse porta el djinn a dins, una criatura sobrenatural que té poders malèfics. Allà l'adopta Marie, una infermera de la metròpli francesa, que va arribar a l'illa quan es va enamorar d'un nadiu de Mayotte (Chamsidine).
Moïse viu els primers quinze anys de la seva vida amb Marie en una casa al barri de Petite-Terre, on va a l'escola privada de Pamandzi, és feliç i té una bona qualitat de vida. Això canvia quan Marie li explica la veritat sobre els seus orígens, llavors rebutja aquest estil de vida protegida i coneix La Teigne, un altre menor estranger no acompanyat, ja que vol comprendre la seva situació.

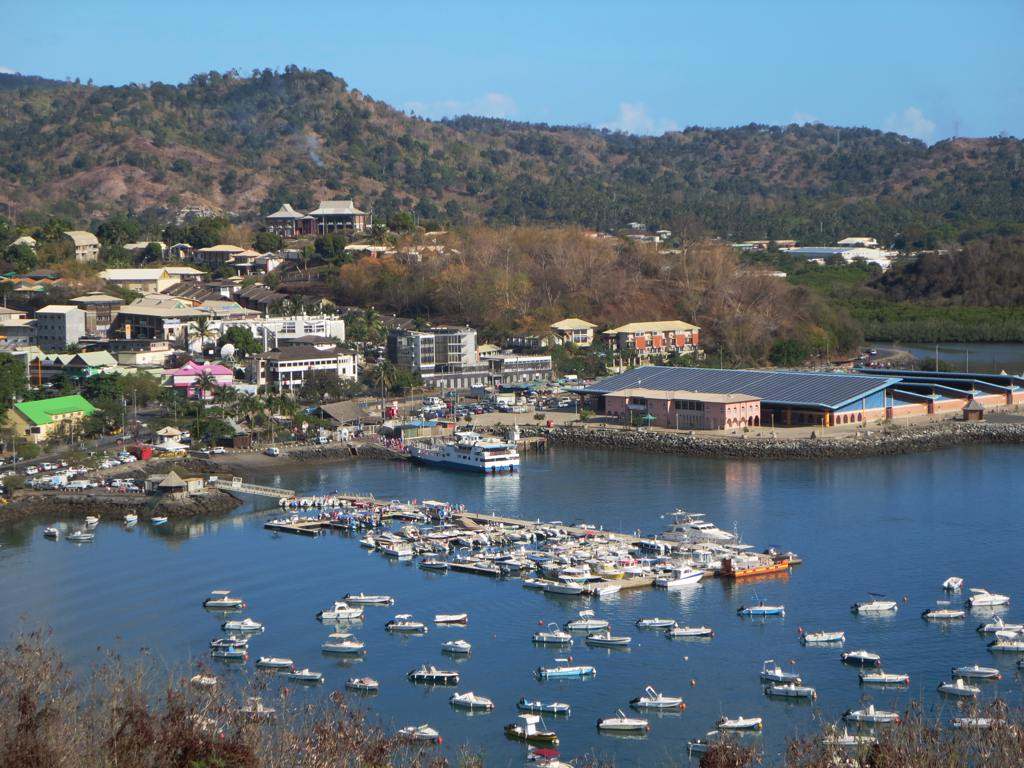
Vista de la comuna de Mamoudzou, on se situa l'acció. Fotografia de David Stanley

Marie mort sobtadament d'aneurisma i Moïse es troba sol en el món. Es dirigeix al gueto de Gaza, descrit com un campament de migrats irregulars a cel obert, una favela. Allà a través de La Teigne entra a la banda criminal de Bruce, el cap de Gaza, i ingressa en un món ple de violència, drogues, robatoris, violacions... Després d'un combat cos a cos amb Bruce, es converteix en Mo la Cicatriu, per la cicatriu que li creua la cara des de la cella fins a la galta.
Un nen a la comuna de Kaweni, l'espai real on l'autora situa els fets de l'obra, ella l'anomena el gueto de Gaza.
En aquest moment, Mo és un soldat més de Bruce, un home que té el control absolut de Gaza: ell distribueix totes les provisions (drogues, menjar), ell incita els crims o les revoltes i els candidats a les eleccions el venen a veure a ell per assegurar els vots dels habitants de Gaza. La vida de Moïse és plena de misèria i de gana i a poc a poc es va tancant en si mateix.
Stéphane és un voluntari parisenc d'una ONG que munta un casal jove pels nens de Gaza, on Moïse va tot sovint a llegir el seu llibre preferit L'enfant et la rivière d'Henri Bosco i a ajudar-lo en que calgui. Un dia Stéphane marxa cap al sud a Kali Keli, per muntar un casal semblant i convida Moïse a anar-hi, precisament allà hi ha la platja on la seva mare biològica va arribar en kwassa-kwassa.
En tornar del viatge, Bruce atraca el casal jove de Stéphane i l'apallissa, mentre Moïse mira. Bruce i els seus amics violen en grup a Moïse diverses vegades com a càstig per haver escapat el control de Bruce. Bruce i Moïse s'enfronten en un combat cos a cos (mourengué) i Moïse deixa a Bruce ferit de mort, el combat acaba amb Moïse amb el peu sobre la gola de Bruce. Moïse s'entrega a la policia, però la mort de Bruce fa esclatar la guerra a Gaza, així que se suïcida.

## Personatges principals
Aquests són els cinc personatges que componen la narració coral, és a dir el fil argumental és explicat des del seu punt de vista en algun moment de la narració. Els canvis de narrador, s'indiquen amb els títols dels capítols: cada títol porta el nom del narrador

### Moïse
Ell és el protagonista. És un bebè migrat irregular abandonat a l'inici del relat per la seva heterocromia. D’una banda pels seus orígens, està directament relacionat amb els migrats irregulars que gangrenen l'illa, d'altra banda ha estat adoptat per una francesa blanca expatriada, és francès per la seva educació i la seva cultura. Ells'adonacompte que si la Marie no l'hagués adoptat, ell també seria un nen del carrer, a partir de llavors, la seva vida amb Marie li sembla un teatre i es comença a distanciar emocionalment d'ella. Quan ella mor, entra dans la banda de Bruce i és seduït per tot el que se li ofereix d'entrada: drogues, alcohol, un grup al qui pertànyer. L'endemà, Bruce li fa la cicatriu que li dona un nom nou “Mo la Cicatriu”. A partir de llavors, ell comença a seguir les ordres de Bruce amb obediència i es tanca més en si mateix, el seu únic refugi és el llibre L'enfant et la rivière.
És en aquest context de misèria, fam i violència que marxa amb Stéphane a Kani Keli. I allà abandona tota esperança d'un futur millor i cedeix a la creença que ell està fet per obeir Bruce, comparant-se amb un gos: és un abandó de la seva humanitat. Així doncs, quan en tornar de Kani Keli, Bruce i els seus companys el violen en massa, el trauma el trastoca irremeiablement. A partir d'aquell moment, comencen a anomenar-lo “Mo el boig”, i és llavors quan Moïse fereix de mort a Bruce al mourengué. Moïse s’hi ha ressignat al seu destí i ha entrat en una espiral de violència. Quan s’entrega a la policia i veu la multitud que vol venjar la mort de Bruce, se suïcida.

### Bruce
És l'antagonista de la novel·la. Va ser rebutjat de l'escola francesa a qui assistia quan tenia deu anys i el van enviar a una escola per a “nens amb dificultats”, la qual ell rebutja. La seva família el pica i ell es llança a una vida de criminalitat, fins que el fan fora de casa. Tot i això, valora molt totes les tradicions i creences maioteses i musulmanes que el seu pare li transmet, per exemple el djinn. A més a més, com a maiotès nadiu i descendent d'esclaus, ha vist l'evolució de Gaza des del'arribada dels migrats irregulars, d'un barri amb molta vegetació i una bellesa impressionant (com la resta de l'illa) al gueto pudent en què s’ha convertit en el moment de la narració dels fets.
És per aquests dos motius que d'entrada sent tant menyspreu cap a Moïse. A més a més, és el tirà de Gaza: ell és el distribuïdor de provisions il·legals (drogues, alcohol), però també qui incita manifestacions, revoltes, atracaments. Ell té el control total de Gaza i això s’assegura sent el més fort, i el més violent, guanya tots els combats als mourengués. Una altra manera d'expressar aquesta mà de ferro és executant càstigs exemplars com la violació i la cicatriu de Moïse. Ell té el poder i cal que tothom ho sàpiga, fins al moment en què Moïse marxa sense haver-li dit res. Això representa que hi ha algú fora del seu control i, per tant, s’ha de sotmetre com sigui. Durant el combat amb Moïse es mostra arrogant, ja que es creu que Moïse ha estat definitivament humiliat, però Moïse el mata.

### Marie
És una infermera francesa que s'enamora d'un company de feina, Chamsidine i després de tres anys de relació, migra amb ell a Mayotte, que a l'inici li sembla una illa paradisíaca. Allà treballa al torn de nit de l'hospital "Centre Hospitalier de Mayotte" i viu en una casa de Petite-Terre. No té amics, però la seva relació amb Chamsidine és molt feliç, es casen i intenten tenir un fill; la seva gran il·lusió en aquell moment. Quan té trenta anys, pateix un avortament natural i el seu marit la deixa, però ella no accepta el divorci. Passa uns anys on se sent miserable, sola i atrapada a l'illa.
Durant un torn de nit, la mare biològica de Moïse li dona el seu fill i ella l'adopta. Ella fa un tracte amb Chamsidine: acceptarà el divorci si ell reconeix la paternitat del nen. Moïse és l'única font de felicitat de Marie, se l'estima molt. Quan és petit li llegeix sovint el llibre L'enfant et la rivière d'Henri Bosco. Ella li comunica la veritat dels seus orígens a Moïse i mor d'un aneurisma cerebral quan té 47 anys.

### Stéphane
És representant d'una ONG parisenca que estableix un casal jove pels joves de Kaweni, un espai on els joves puguin llegir, jugar a jocs de taula, mirar pel·lícules, etc. i puguin trobar un refugi[2]. D'entrada es queda meravellat per la bellesa del paisatge de la bahia de Mamodzou i ignora conscientment els problemes de Mayotte, ja que es mou en cercles socials de gent com ell: voluntaris francesos que fan una estada breu a l'illa.
Un dia un candidat electe a les eleccions el convida a un mourengué (un combat de lluita cos a cos tradicional acompanyat de música) i la violència extrema de l'espectacle l'incomoda i acaba marxant. Més endavant, ha de marxar al sud, a Kani Keli a muntar un altre casal jove i hi convida a Moïse. En tornar, el casal de Gaza ha estat saquejat i destrossat. A més a més, els joves de Kaweni l'acusen de pedòfil i l'apallissen mentre Moïse mira. És en aquell moment quan comprèn la realitat de la violència i la criminalitat de Gaza i es compra una pistola.

### Olivier
Ell és el policia veterà que troba el cadàver de Bruce i també qui condueix Moïse a la cel·la de la comissaria. Ell es lamenta que la situació de Mayotte hagi estat oblidada pel món en general i se sent com en una realitat paral·lela on res no canvia.

## Premis i distincions
L'any de la seva publicació (2016), va rebre el Premi Femina des lycéens i el premi Patrimoines de la banque bpe/banque postale. L'any 2017, va rebre:
- Premi Anna-de-Noailles de l'Académie française
- Premi Paul-Bouteiller, de l'Académie des sciences d'outre-mer
- Premi Littéraire de la ville de Caen
- Premi Jean-Amila-Meckert
- Premi Roman métis des lycéens
- Premi Roman métis des lecteurs de la ville de Saint-denis
- Premi Roman de la médiathèque d'arcueil
- Premi Lycéens escale du livre
- Premi Lecteurs escale du livre
- Premi Charles-brisset
- Premi Roman France Télévisions[6]

## Adaptacions
La novel·la va ser adaptada al còmic el 2019 per Gaël Henri (éditions Sarbacane). També se'n farà una versió adaptada al teatre per Alexandre Zeff de l'11 al 26 de gener de 2021 al Théâtre de la cité internationale a París.